# Pachyparnus elegans
Pachyparnus elegans är en skalbaggsart som först beskrevs av Waterhouse 1878.  Pachyparnus elegans ingår i släktet Pachyparnus och familjen öronbaggar. Inga underarter finns listade i Catalogue of Life.